# Taishi Onodera
Taishi Onodera (jap. 小野寺太志 Onodera Taishi; ur. 27 lutego 1996 w Natori) – japoński siatkarz, reprezentant Japonii, grający na pozycji środkowego.

## Sukcesy klubowe
Mistrzostwo Japonii:
- 2024[5], 2025[6]
- 2019[7]
- 2018

Puchar Cesarza:
- 2018[8], 2024[9]

Klubowe Mistrzostwa Świata:
- 2023[10]

Klubowe Mistrzostwa Azji:
- 2025[11]

## Sukcesy reprezentacyjne
Mistrzostwa Azji Kadetów:
- 2012

Puchar Azji:
- 2016[12]

Mistrzostwa Azji U-23:
- 2017

Mistrzostwa Azji:
- 2023[13]
- 2021[14]
- 2019

Liga Narodów:
- 2024[15]
- 2023[16]

## Nagrody indywidualne
- 2023: Najlepszy środkowy Mistrzostw Azji[17]